# 1538 az irodalomban
Az 1538. év az irodalomban.

## Új művek
- Pesti Gábor szerkesztésében hatnyelvű szótár jelenik meg: Nomenclatura sex linguarum.
- Dévai Bíró Mátyás ekkor készülő munkája: Orthographia Vngarica. Azaz, Igaz iraz Modiarol valo tudoman Mag'ar n'elvenn irattatott. Az első magyar helyesírási kézikönyv, de csak 1549-ben jelent meg Krakkóban.

## Születések
- december 10. – Giovanni Battista Guarini itáliai költő, színműíró, diplomata; fő műve az Il pastor fido (1590) című pásztorregény († 1612)